# Боринский район
Бо́ринский райо́н (ранее — Боринско-Заводской) — упразднённый район Липецкой области.

## История

### Боринско-Заводской район
Боринско-Заводской район с центром в селе Боринское (Боринские Заводы) был образован 30 июля 1928 года в составе Центрально-Чернозёмной области (ЦЧО) и до 1930 года входил в состав Елецкого округа.
1 февраля 1933 район был упразднён, территория передана в Липецкий, Задонский и Хлевенский районы.

### Боринский район
31 декабря 1934 года в составе Воронежской области был образован Боринский район. 
С образованием 6 января 1954 года Липецкой области район был включён в её состав.
19 ноября 1959 года к Боринскому району была присоединена часть территории упразднённого Липецкого района.
1 февраля 1963 район был упразднён, территория вошла во вновь образованный Липецкий район.